# Arruda dos Vinhos
Arruda dos Vinhos là một huyện thuộc tỉnh Lisboa, Bồ Đào Nha. Huyện này có diện tích 78 km², dân số thời điểm năm 2001 là 10350 người.